# Albert Howard
Sir Albert Howard (1873-1947) va ser un botànic anglès i agrònom considerat un dels fundadors de l'agricultura ecològica.

## Biografia
Va dur a terme part de la seva carrera a l'Índia, durant 25 anys, primer com assessor agrícola a l'Índia central i després com a director de l'Institut per a la Vida de les Plantes d'Indore. A l'Índia va poder observar i gaudir de les pràctiques tradicionals dels agricultors. S'ocupà principalment de la qüestió de la fertilitat del sòl en relació amb el seu contingut orgànic, i desenvolupà els processos de recollida i compostatge dels materials orgànics (procés anomenat Estació Experimental d'Indore, on el va desenvolupar). Un aspecte important del seu pensament és la relació que estableix entre la fertilitat del sòl, la qualitat alimentària i la salut. Temia que l'extensió de l'ús de fertilitzants sintètics a partir dels pesticides fes malbé la fertilitat del sòl a mitjà termini i dificultàs la salut de les poblacions humanes.
De tornada a Anglaterra, on va ser nomenat cavaller pel seu treball, va desenvolupar les seves tècniques i va promoure la creació de la Soil Association, per impulsar pràctiques d'agricultura ecològica. Va resumir el seu pensament en el seu últim treball: El testament agrícola. La seva obra ha influït i inspirat tant els agricultors com els agrònoms que formaven el moviment de l'agricultura ecològica a Anglaterra i França. La Natura i el Progrés d'associació a França s'ha creat a la imatge de la Soil Association.
Howard, amb Rudolf Steiner, Masanobu Fukuoka i altres, és considerat un dels grans inspiradors dels moderns corrents de l'agricultura ecològica.

## Obres
- An Agricultural Testament Oxford University Press, 1940